# Schleswig-Holsteins friluftsmuseum

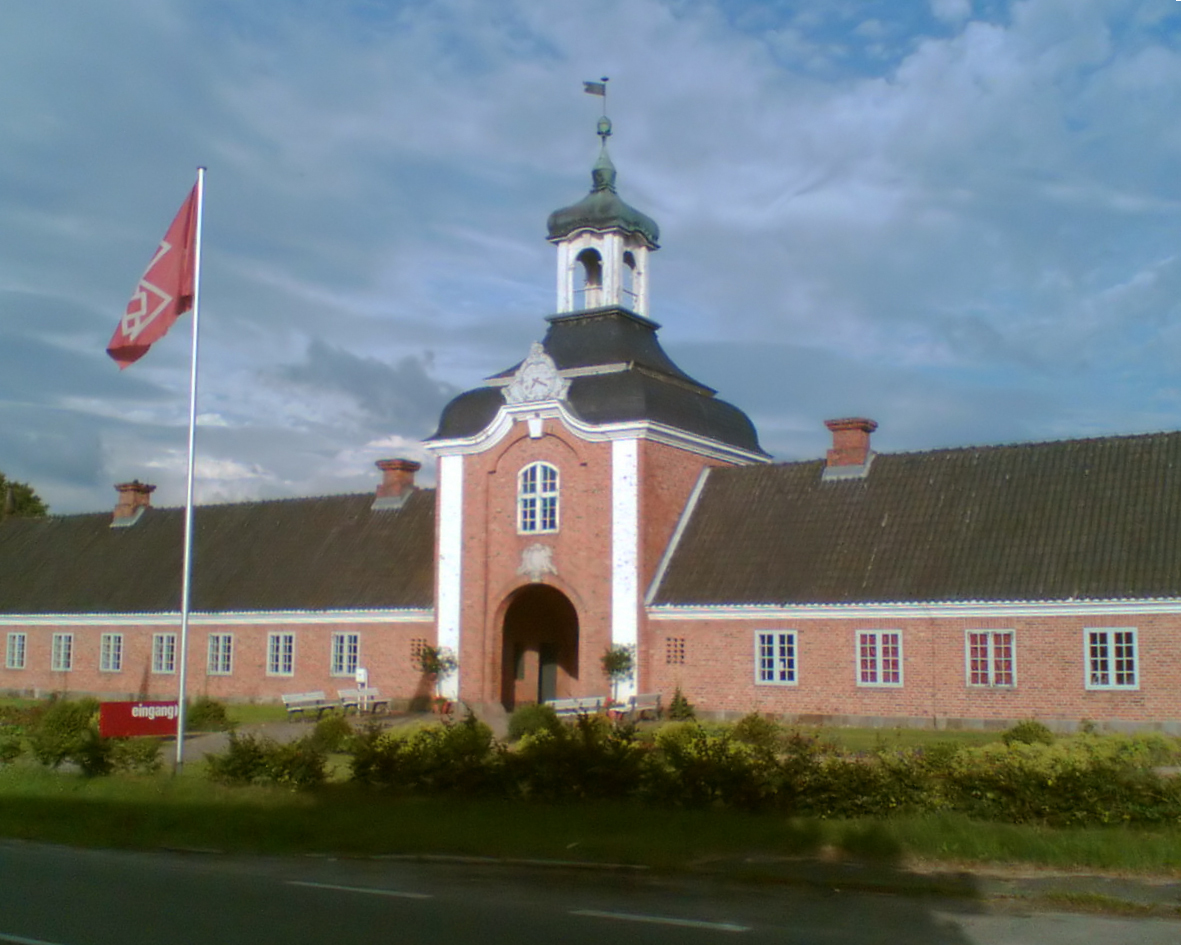
Portalbyggnaden och entrén till museet.

Schleswig-Holsteins friluftsmuseum (Schleswig-Holsteinisches Freilichtmuseum eller Freilichtmuseum Molfsee) är Nordtysklands största friluftsmuseum, beläget i Kreis Rendsburg-Eckernförde strax sydväst om Kiel. Museet öppnade 1965.
Museet initierades 1961 av konsthistorikern Alfred Kamphausen (1906-1982), han blev 1978 även museets direktör. Schleswig-Holsteins friluftsmuseum visar på en yta av 60 hektar drygt 70 ditflyttade historiska byggnader som återspeglar lokalbefolkningens och landskapets kulturhistoria. Inom området har gårdar, byggnader och väderkvarnar grupperads efter Schleswig-Holsteins olika landskap. 
Den äldsta byggnaden är en prästgård från 1569. De flesta gårdar härrör från 1700- och 1800-talen. Den nyaste byggnaden är ett mejeri från 1914. Bland museets byggnader märks även “Haus Storm“ från 1653 som beskrevs av författaren Theodor Storm i en av sina noveller.
Byggnaderna är inredda med möbler, bohag och arbetsredskap. För att erhålla ett fullständigt intryck av livet förr kompletteras museet av tidstypiska trädgårdar och levande djur. Hantverkare som smed, korgmakare, krukmakare och vävare demonstrerar olika lantliga yrken.
I några av byggnaderna visas även historiska samlingar, exempelvis leksaker, lantbruksmaskiner och mejerimaskiner samt dokumentationer om valfångst och fattigvård. Ett apotek inklusive kryddträdgård ger inblick i farmacins historia. Det finns även fullt fungerade mejeri, bageri och rökerier för fisk och skinka. I museibutiken kan man köpa friluftsmuseets produkter.

## Bilder

### Exteriör

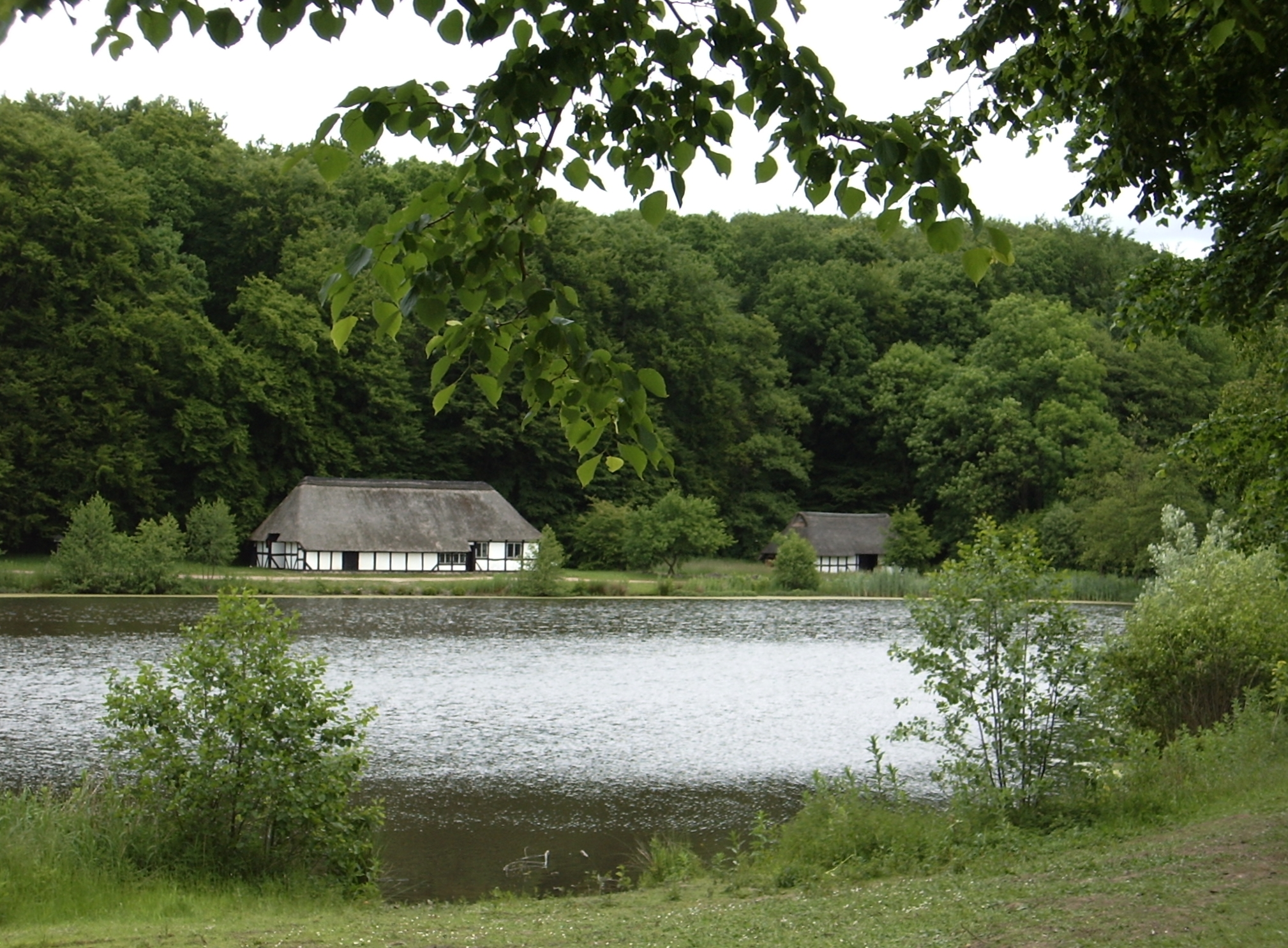
Landskapsbild med två ”Katen”
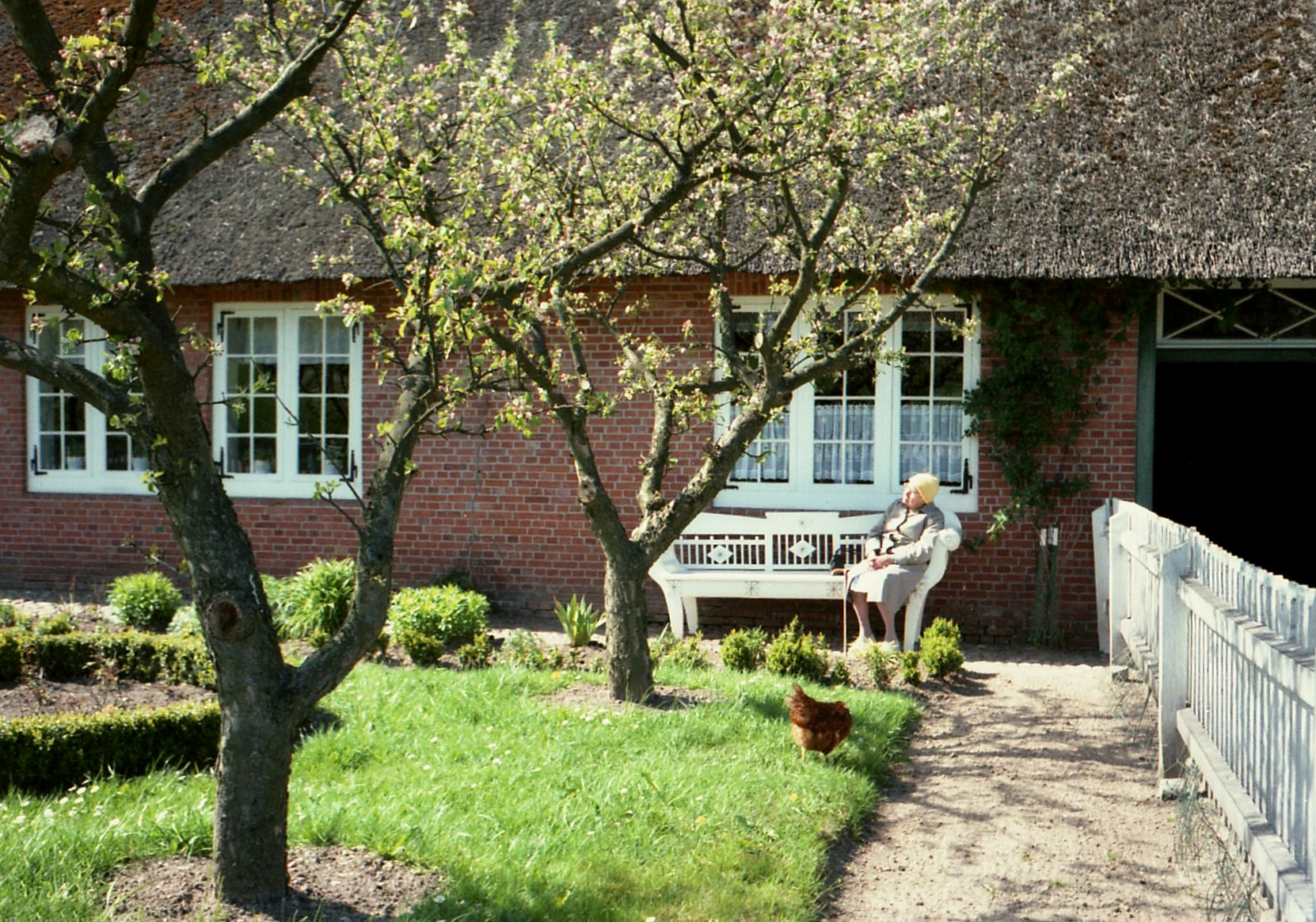
Dittmarschenhaus
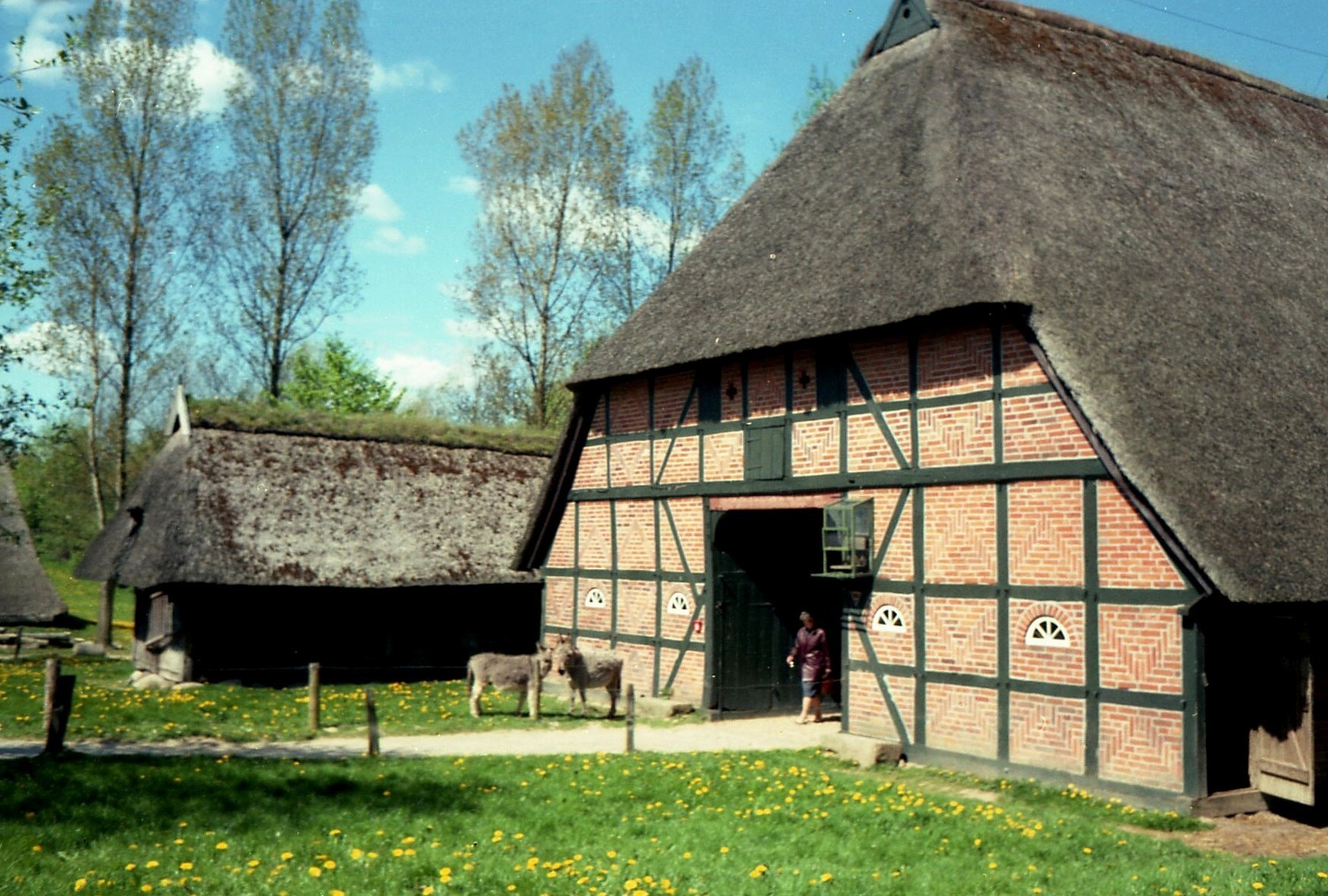
En av museets typiska gårdar
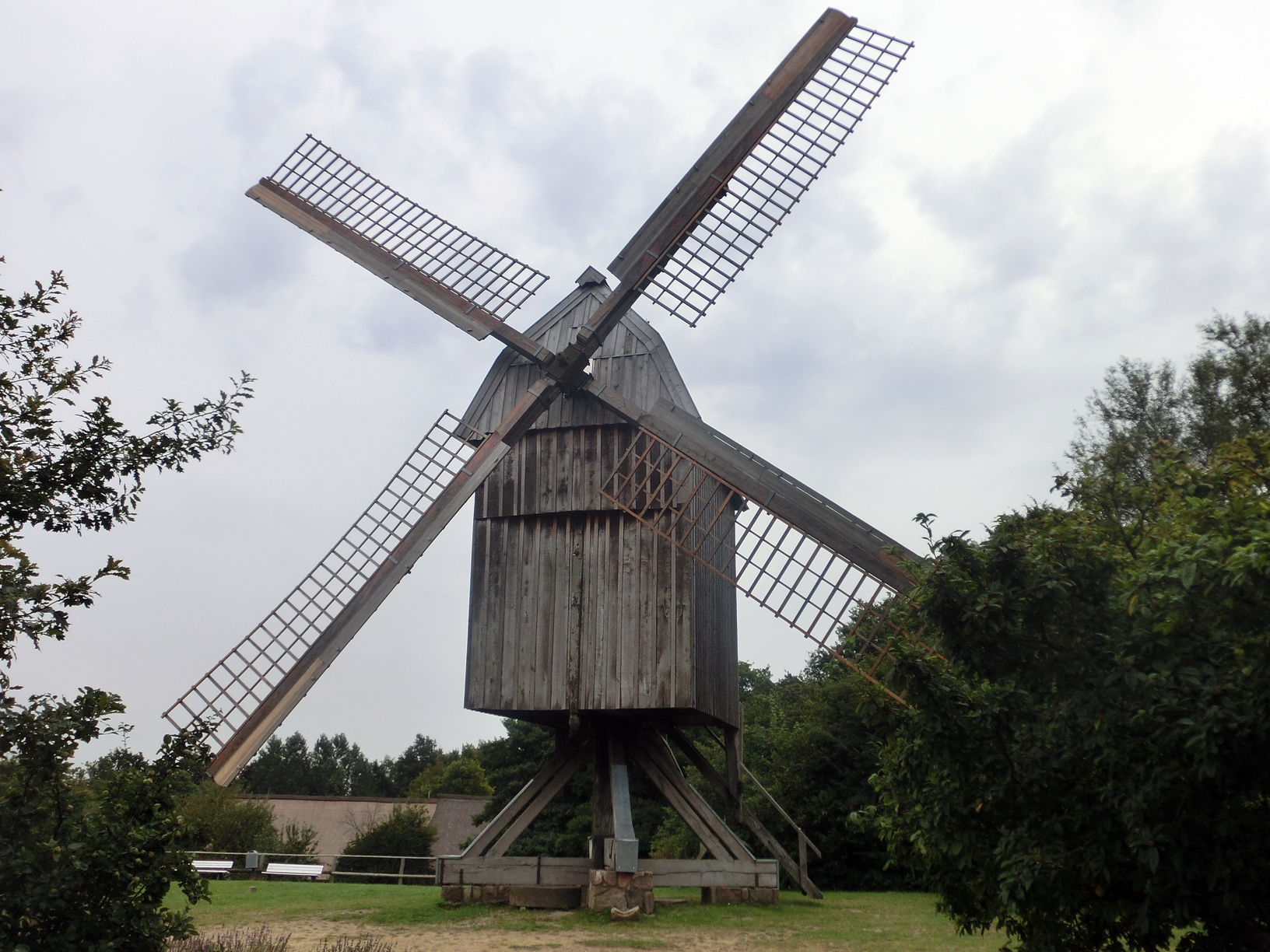
Bockwindmühle

### Interiör

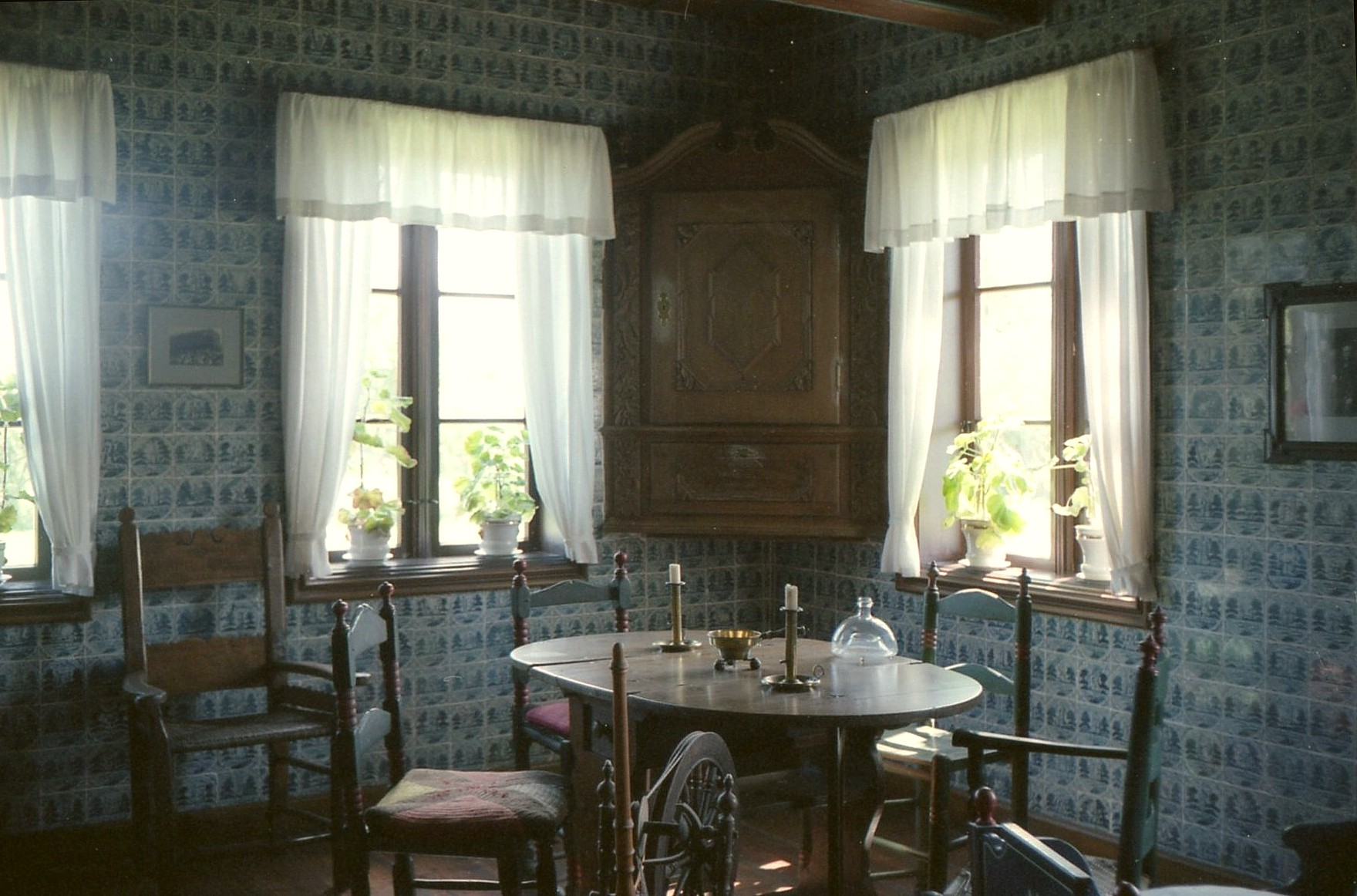
Vardagsrummet i Elbmarschenhaus
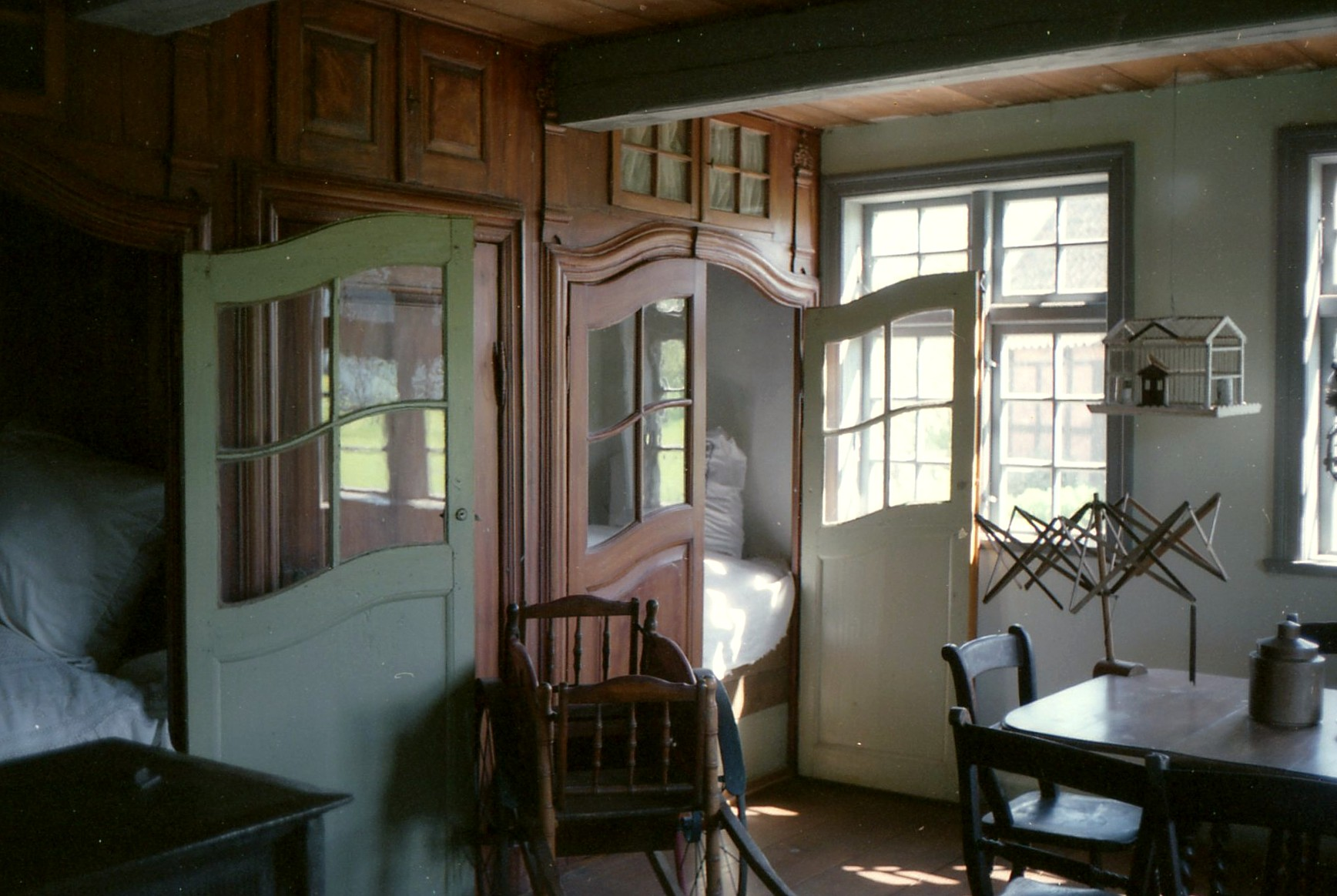
Sovskåp i en "Kate"
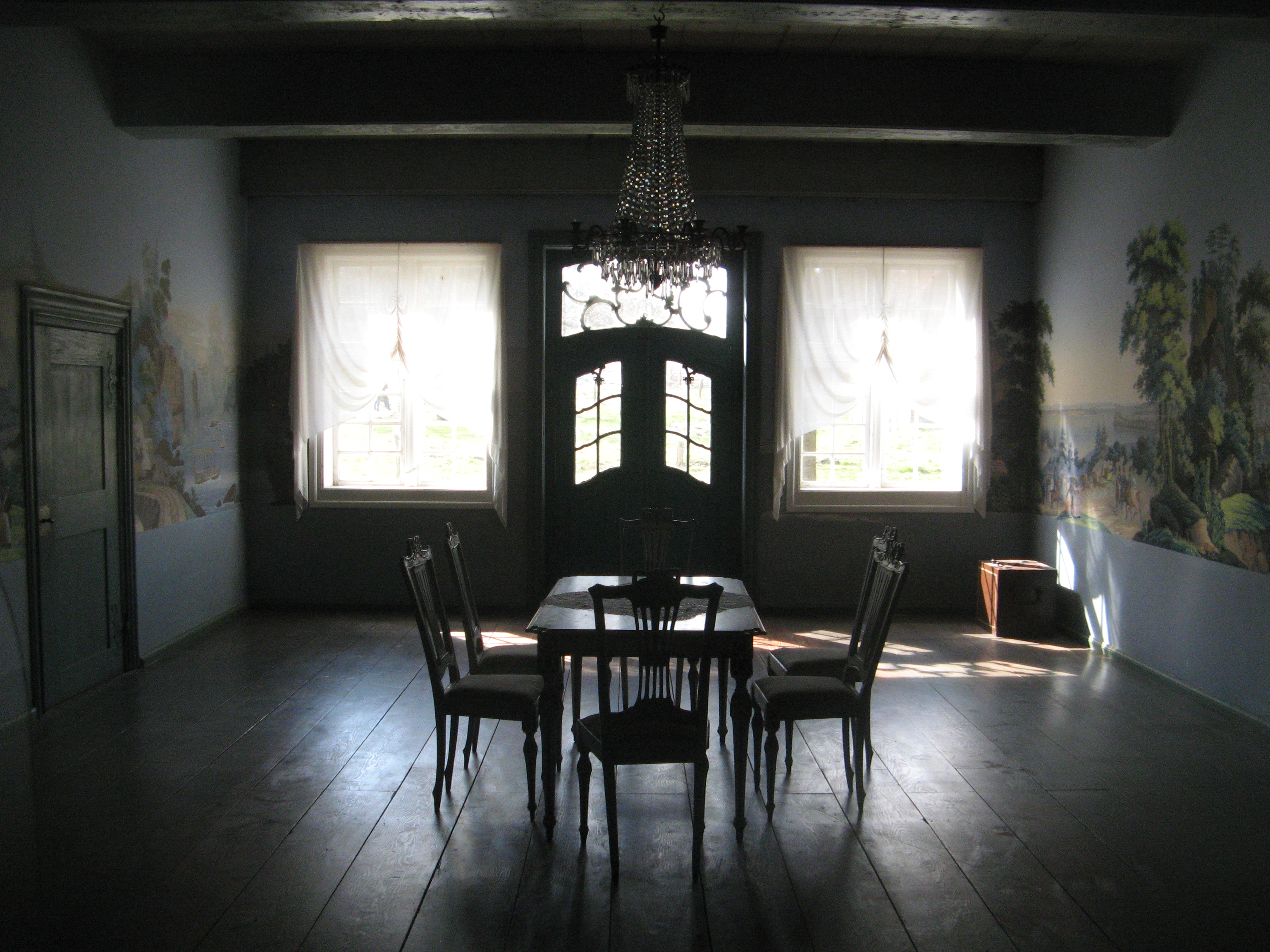
Vardagsrummet i Schmielau-Hof
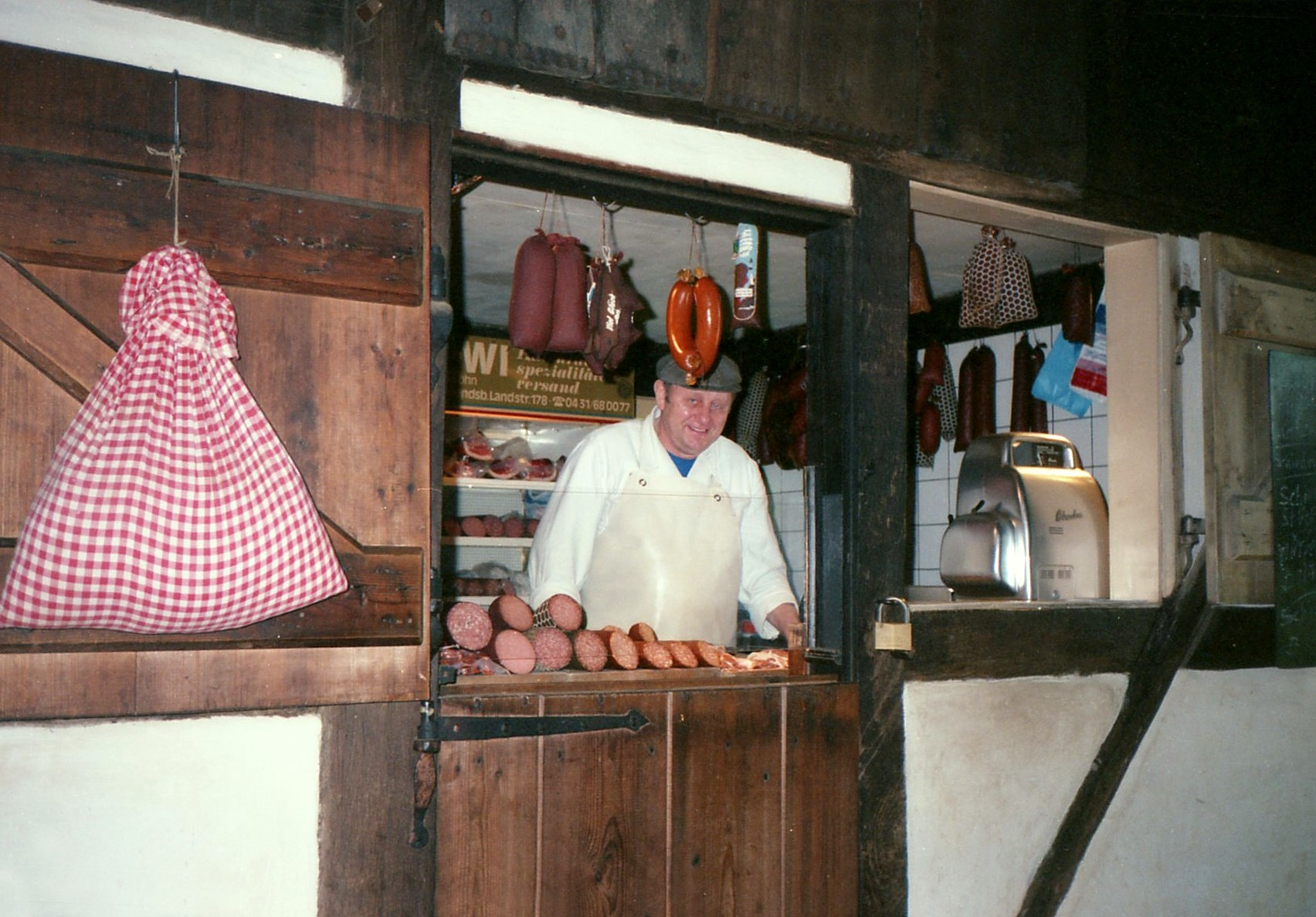
Försäljning av rökt skinka och korv